# Duma Boko
Duma Gideon Boko (Mahalapye, 31 de dezembro de 1969) é um político e advogado de Botswana e presidente do país desde 1 de novembro de 2024. É líder do partido Umbrella for Democratic Change desde 2012. Boko foi líder da oposição na Assembleia Nacional de 2014 a 2019.
Duma Boko alcançou a presidência da Frente Nacional do Botsuana em 2010. Liderou a criação do Umbrella for Democratic Change, uma aliança dos principais partidos de oposição em Botsuana. Ele concorreu como presidente da aliança nas eleições gerais do Botsuana em 2014 e 2019. Nas eleições de 2024, ele liderou seu partido à vitória e foi empossado como presidente do Botsuana em 1 de novembro de 2024.

## Juventude
O pai de Boko trabalhou como professor nas Brigadas Madiba. Duma Boko tem uma irmã, Emma Boko.
Em 1987, Boko estudou direito na Universidade do Botswana (UB). Foi eleito para o Conselho de Representantes Estudantis (SRC). Entre seus colegas de direito estavam os juízes do Tribunal Superior Michael Leburu, Key Dingake, Bengbame Sechele e Lot Moroka. Após se formar em 1993, ele frequentou a Harvard Law School, onde obteve o título de Mestre em Direito.
Boko é casado com Kaone Boko, nascida Mokganedi, desde 2015. Eles têm um filho juntos.

## Carreira
Boko voltou a lecionar direito na UB de 1993 a 2003, enquanto também dirigia um escritório de advocacia. No início dos anos 2000, ele escreveu uma coluna no jornal The Monitor na qual afirmava que os juízes não eram intelectualmente progressistas.

## Política
Boko tornou-se líder da Frente Nacional do Botsuana (BNF) em 2010. A sua posição e filiação partidária foram contestadas com base no facto de que, quando a BNF se separou em 2000, ele se tinha tornado um membro fundador da Frente Democrática Nacional (NDF). Se comprovado, isso, de acordo com a constituição do BNF, o desqualificaria de uma posição de liderança no partido por três anos após retornar. Ele prevaleceu no tribunal. Ele herdou um partido que estava em declínio sob a liderança de Otsweletse Moupo.
A BNF uniu-se ao recém-formado Movimento para a Democracia do Botswana (BMD), uma cisão do Partido Democrático do Botswana e do Partido Popular do Botswana para formar o Umbrella for Democratic Change. Alguns membros da BNF opuseram-se fortemente à coligação, argumentando que o exercício faria o seu partido desaparecer. Ações judiciais contra o Boko e seu comitê central foram movidas perante o Tribunal Superior. Boko e a BNF venceram todos os recursos judiciais.

### Eleição geral de 2014
Nas eleições gerais de 2014, Duma Boko levou a UDC a um segundo lugar na Assembleia Nacional, conquistando 17 assentos contra 37 do Partido Democrático do Botswana (BDP).

### Eleição geral de 2019 e alegações de fraude
Nas eleições gerais de 2019, Boko foi derrotado por Anna Mokgethi do BDP no distrito eleitoral de Gaborone Bonnington North. Como resultado da sua derrota, perdeu o título de Líder da Oposição na 12ª Assembleia Nacional.
Boko alegou que durante as eleições gerais de 2019 houve fraude e manipulação eleitoral em massa pelo BDP para favorecer o presidente Mokgweetsi Masisi. A evidência atual é a descontinuação da tinta eleitoral e o excesso de cartões de registro de eleitores.

### Eleição geral de 2024
Apesar do Partido do Congresso do Botswana e da Frente Patriótica do Botswana terem abandonado a UDC, o partido do Boko, e a oposição como um todo, conseguiram obter a maioria dos assentos nas eleições, tornando-o assim o presidente eleito.  Ele foi empossado em 1º de novembro.

## Publicações
- Boko, DG (1998) Rumo a uma abordagem compensatória para reparar violações constitucionais no Botsuana. A Revista de Direito do Zimbábue (ZLRev), vol. 15, (págs. 120-133). UZ, Mt. Pleasant, Harare: Faculdade de Direito (UZ).
- Boko, DG (2002). Integrando os Basarwa no Programa de Desenvolvimento de Áreas Remotas de Botsuana: Empoderamento ou marginalização?. Revista Australiana de Direitos Humanos, 8 (2), 153-171.
- Boko, DG Julgamento Justo e Tribunais Consuetudinários em Botsuana: Questões sobre Representação Legal. Fórum de Direito Penal 11, 445–460 (2000). https://doi.org/10.1023/A:1016667617539